# Los Realejos
Los Realejos è un comune spagnolo di 38 438 abitanti situato nella comunità autonoma delle Canarie.
In questa comune è il Santuario di Nostra Signora del Carmine, che è il più importante santuario mariano nel nord dell'isola di Tenerife.